# Myrmeleon regularis
Myrmeleon regularis är en insektsart som först beskrevs av Peter Esben-Petersen 1918. 
Myrmeleon regularis ingår i släktet Myrmeleon och familjen myrlejonsländor. Inga underarter finns listade i Catalogue of Life.